# Parc éolien de Saint-Jacques-de-Néhou
Le parc éolien de Saint-Jacques-de-Néhou se situe à Saint-Jacques-de-Néhou, dans le département de la Manche, en France. 
Il comporte 5 éoliennes Enercon E70-E4.
Le parc éolien de Saint-Jacques-de-Néhou a été développé et construit par la société OSTWIND international.